# 세계 럭비 랭킹
세계 럭비 랭킹(World Rugby Rankings)은 럭비를 주관하는 단체인 세계 럭비 연맹(World Rugby)이 관리하는 럭비 유니언 국가대표팀의 순위 시스템이다. 남자 순위와 여자 순위가 따로 있다. 세계 럭비 연맹 회원국의 팀은 게임 결과에 따라 순위가 결정되며 가장 성공적인 팀이 가장 높은 순위를 차지한다. 세계 럭비 연맹이 인정한 국제 경기 결과에 따라 점수가 부여되는 포인트 시스템이 사용된다. 순위는 팀의 성과를 기반으로 하며, 팀의 현재 경쟁 상태를 반영하는 데 도움이 되도록 최신 결과와 중요한 경기에 더 많은 가중치를 부여한다. 남자 순위 시스템은 2003년 럭비 월드컵 한 달 전에 도입되었으며, 첫 번째 새로운 순위는 2003년 9월 8일에 발표되었으며, 이때 "IRB 순위"라고 불렸다.